# Perlenhaus
Perlenhaus ist ein Gemeindeteil der Stadt Schönwald im Landkreis Wunsiedel im Fichtelgebirge (Oberfranken, Bayern).
Perlenhaus liegt an der Bundesstraße 15 zwischen Rehau und Schönwald. Es liegt unmittelbar an der Stadt- bzw. Landkreisgrenze. In geringer Entfernung befinden sich der Rehauer Gemeindeteil Eulenhammer im Landkreis Hof und der Schönwalder Gemeindeteil Sophienreuth im Landkreis Wunsiedel im Fichtelgebirge.
Namensgebend ist der Perlenbach. Markgraf Georg Friedrich Karl ließ 1732 den Vorgängerbau des denkmalgeschützten Perlenhauses errichten. Der heutige Bau geht auf das Jahr 1764 zurück. Das Wohnhaus hat ein Walmdach und war im Obergeschoss ursprünglich mit Fachwerk ausgestattet. Es war bis 1872 von „Perleninspektoren“ bewohnt. Waren die Perlen der Flussperlmuschel auch damals schon eine extreme Seltenheit, sind sie heute nicht mehr zu finden.